# Grande Prêmio da Argentina de 1972
Resultados do Grande Prêmio da Argentina de Fórmula 1 realizado em Buenos Aires em 23 de janeiro de 1972. Foi a etapa de abertura da temporada e teve como vencedor o britânico Jackie Stewart, da Tyrrell-Ford.

## Resumo
Nesta corrida a equipe Lotus estreou sua icônica pintura em tons preto e dourado.

## Classificação da prova
| Pos.   | Nº | Piloto             | Construtor   | Voltas | Tempo/Diferença         | Grid | Pontos |
| ------ | -- | ------------------ | ------------ | ------ | ----------------------- | ---- | ------ |
| 1      | 21 | Jackie Stewart     | Tyrrell-Ford | 95     | 1:57:58.82              | 2    | 9      |
| 2      | 17 | Denny Hulme        | McLaren-Ford | 95     | + 25.96                 | 4    | 6      |
| 3      | 8  | Jacky Ickx         | Ferrari      | 95     | + 59.39                 | 8    | 4      |
| 4      | 9  | Clay Regazzoni     | Ferrari      | 95     | + 1:06.72               | 6    | 3      |
| 5      | 19 | Tim Schenken       | Surtees-Ford | 95     | + 1:09.11               | 11   | 2      |
| 6      | 14 | Ronnie Peterson    | March-Ford   | 94     | + 1 volta               | 10   | 1      |
| 7      | 2  | Carlos Reutemann   | Brabham-Ford | 93     | + 2 voltas              | 1    |        |
| 8      | 23 | Henri Pescarolo    | March-Ford   | 93     | + 2 voltas              | 15   |        |
| 9      | 3  | Howden Ganley      | BRM          | 93     | + 2 voltas              | 13   |        |
| 10     | 7  | Helmut Marko       | BRM          | 93     | + 2 voltas              | 19   |        |
| 11     | 15 | Niki Lauda         | March-Ford   | 93     | + 2 voltas              | 22   |        |
| Ret    | 11 | Emerson Fittipaldi | Lotus-Ford   | 61     | Suspensão               | 5    |        |
| Ret    | 22 | François Cevert    | Tyrrell-Ford | 59     | Câmbio                  | 7    |        |
| Ret    | 4  | Reine Wisell       | BRM          | 59     | Vazamento d’água        | 17   |        |
| Ret    | 18 | Peter Revson       | McLaren-Ford | 49     | Motor                   | 3    |        |
| Ret    | 10 | Mario Andretti     | Ferrari      | 20     | Motor                   | 9    |        |
| Ret    | 20 | Andrea de Adamich  | Surtees-Ford | 11     | Sistema de combustível  | 14   |        |
| Ret    | 1  | Graham Hill        | Brabham-Ford | 11     | Bomba de combustível    | 16   |        |
| DSQ    | 12 | Dave Walker        | Lotus-Ford   | 8      | Recebeu auxílio externo | 20   |        |
| Ret    | 5  | Peter Gethin       | BRM          | 1      | Vazamento de óleo       | 18   |        |
| Ret    | 6  | Alex Soler-Roig    | BRM          | 1      | Acidente                | 21   |        |
| DNS    | 16 | Chris Amon         | Matra        | 0      | Câmbio no warm-up       | 12   |        |
| Fonte: |    |                    |              |        |                         |      |        |

## Tabela do campeonato após a corrida
| Pos. | Piloto         | Pontos |
| ---- | -------------- | ------ |
| 1    | Jackie Stewart | 9      |
| 2    | Denny Hulme    | 6      |
| 3    | Jacky Ickx     | 4      |
| 4    | Clay Regazzoni | 3      |
| 5    | Tim Schenken   | 2      |

| Pos. | Construtor   | Pontos |
| ---- | ------------ | ------ |
| 1    | Tyrrell-Ford | 9      |
| 2    | McLaren-Ford | 6      |
| 3    | Ferrari      | 4      |
| 4    | Surtees-Ford | 2      |
| 5    | March-Ford   | 1      |

- Nota: Somente as primeiras cinco posições estão listadas. A temporada de 1972 foi dividida em dois blocos de seis corridas onde cada piloto descartaria um resultado. Neste ponto esclarecemos: na tabela dos construtores figurava somente o melhor resultado dentre os carros do mesmo time.